# Glisolles
Glisolles es una localidad y comuna francesa situada en la región de Alta Normandía, departamento de Eure, en el distrito de Évreux y cantón de Conches-en-Ouche.

## Demografía
| 318 | 224 | 311 | 525 | 846 | 872 |
| Para los censos de 1962 a 1999 la población legal corresponde a la población sin duplicidades (Fuente: INSEE [Consultar]) |     |     |     |     |     |

## Administración

### Entidades intercomunales
Glisolles está integrada en la Communauté de communes du Pays de Conches . Además forma parte de diversos sindicatos intercomunales para la prestación de diversos servicios públicos:
- Syndicat des CES du secteur scolaire d'Evreux (SICOSSE)
- Syndicat de transport scolaire d'Aulnay, la Bonneville, Gaudreville, Glisolles, Croisille, Ferrières
- Syndicat de l'électricité et du gaz de l'Eure (SIEGE)
- S.I.V.O.S de Glisolles, Aulnay sur Iton et Gaudreville la rivière

### Riesgos
La prefectura del departamento de Eure incluye la comuna en la previsión de riesgos mayores  por:
- Presencia de cavidades subterráneas.
- Riesgos derivados del transporte de mercancías peligrosas.
- Riesgos por inundación.